# レオ・シュピース

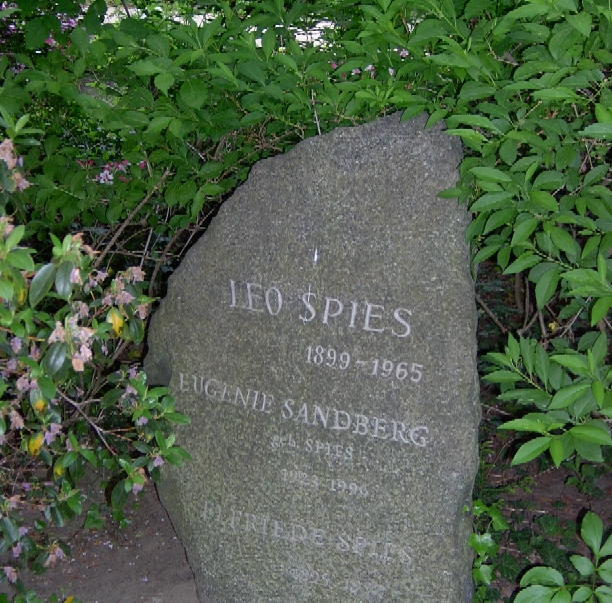
レオ・シュピースの墓（ベルリン）

レオ・シュピース（Leo Spies、1899年6月4日 - 1965年5月1日）は、ドイツの作曲家。

## 生涯
モスクワ在住のドイツ人の家庭に生まれる。姉のイラは歌手でピアニスト、兄のヴァルターはバリ島で活動した画家、妹のデイジーはダンサーで振付師だった。第一次世界大戦勃発のため一家は1915年にモスクワを離れ、ドレスデンに移った。1916年から1917年までベルリンのシャルロッテンブルク音楽院でエンゲルベルト・フンパーディンクとロベルト・カーンに作曲を、オスカー・フリートに指揮を学んだ。その後徴兵されたが、戦争終結後ドレスデンに復員した。
1922年、ウーファの作曲家となり、映画音楽を手掛けた。ここでエルンスト・クルシェネクと共作したことで、クルシェネクからエドゥアルト・エルトマンやヘルマン・シェルヘンらを紹介された。1924年から1928年までロストック市立劇場の指揮者を務め、その後ベルリン国立歌劇場のバレエ指揮者を1935年まで務めた。
その間、1928年にハンス・アイスラーと出会って労働運動に参加し、労働者合唱団の指揮も行った。1935年からベルリン・ドイツ・オペラのバレエ音楽監督となり、妹のデイジーと協力して1944年まで務めた。
戦後はラジオ局の公開演奏や国立歌劇場の指揮活動でベルリンの音楽復興に尽力した。さらに1947年にヴァルター・フェルゼンシュタインがベルリン・コーミッシェ・オーパーを創設すると常任指揮者となった。1952年、ドイツ芸術アカデミーに加入し、翌年に音楽部門の第一書記に選出された。東ドイツ政府から1954年にゲーテ賞を、1957年に国家賞を贈られた。

## 音楽
基本的に伝統的な調性・リズム・メロディーに基づいた保守的な作曲家である。彼のルーツのひとつは幼少期に親しんだアレクサンドル・スクリャービンの音楽であり、さらに新古典主義音楽時代のイーゴリ・ストラヴィンスキーの影響もうけている。またエリザベス1世時代から20世紀に至るイギリス音楽やレオシュ・ヤナーチェクの要素も見出せる。
彼自身は西側の前衛音楽に反対の立場をとったが、若い作曲家たちに対しては社会主義リアリズムを強制する文化政策から擁護した。
作品には多くのカンタータ、歌曲、2つの交響曲、協奏曲、室内楽曲などがある。また子どものための作品も多数手掛けている。

## 作品

### 管弦楽曲
- チェロ協奏曲（1940）
- 葬送音楽（1941-45、1951年改訂）
- ヴァイオリン協奏曲ロ短調（1953）
- 交響曲第1番ニ長調（1957）
- 交響曲第2番ハ短調（1961）
- ヴィオラ協奏曲ホ短調（1961）

### バレエ音楽
- 人間と機械（1931）
- アポロとダフネ（1936）
- ヴェローナの恋人（1942）
- ドン・キホーテ（1944）

### 声楽曲
- 独唱・合唱とオーケストラのための交響カンタータ第1番（1929-30）
- 独唱・合唱とオーケストラのための交響カンタータ第2番（1934、1959年改訂）
- カンタータ「世界の子どもたち」（1954）
- ローゼンバーグ・カンタータ（1955）
- カンタータ「赤の広場」（1957）

### 室内楽曲
- 弦楽四重奏曲第1番（1939）
- 九重奏曲第1番（1939）
- 木管五重奏のためのソナタ第1番（1959）
- 2つのチェロとピアノのためのトリオ（1959）
- 弦楽四重奏曲第2番（1962）
- 九重奏曲第2番（1962）
- 木管五重奏のためのソナタ第2番（1963）

### ピアノ曲
- 2つの詩曲（1915）
- 2つの間奏曲（1916）
- ソナタ第1番（1917）
- ソナタ第2番（1938）
- 3つのバラード（1939）
- ソナチネ（1958）
- カンツォネッタ（1961）
- 森の歌（1961）
- 13のバガテル（1962）
- ソナタ第3番（1963）

## 文献
- Artikel im MGG und Grove Musiklexikon
- Vera Grützner: Leo Spies. in: Edition Texte u. Kritik. Komponisten der Gegenwart (KGD). Hrsg. v. H.-W. Heister, W. W. Sparrer. Richard Boorberg, München 1992ff. ISBN 3-88377-810-9
- Martin Torp: Authentisches Komponieren, jenseits avangardistischer Moden. Leo Spies und Gerhard Frommel. in: Neue Zeitschrift für Musik (NZfM). Schott, Mainz 2005,5 (Sept./Okt.), S.24ff. ISSN 0945-6945
- Marlene Weller: Leo Spies. in: Aus dem Leben und Schaffen großer Musiker. Heft 4. Komponisten der DDR. Volk und Wissen, Berlin 1978, S.38ff.
- David Sandberg: Leo Spies. in: Musiker unserer Zeit. Mitglieder der Sektion Musik d. Akademie der Künste der DDR. Hrsg. v. D. Brennecke, H. Gerlach, M. Hansen. Deutscher Verlag für Musik, Leipzig 1979, S.101ff.
- Dieter Heim: Hans Jürgen von der Wense. Geschichte einer Jugend. Tagebücher und Briefe. Matthes & Seitz, München 1999. ISBN 3-88221-821-5 (darin zahlreiche Erwähnungen von Spies vor allem in den 20er Jahren).
- Fred K. Prieberg: Musik im NS-Staat. Frankfurt M. 1982. ISBN 3-596-26901-6
- Lilian Karina, Marion Kant: Tanz unterm Hakenkreuz. Henschel, Berlin 1996. ISBN 3-89487-244-6 (hier auch die Gestapodokumente)
- Georg Spies: Erinnerungen eines Auslanddeutschen. Berlin 1926, neu hrsg. v. Wolfgang Sartor. Olearius, St. Petersburg 2002. ISBN 5-901603-02-8 (wirtschaftsgeschichtlich, das Leben der Eltern u. Vorfahren)
- Oliver Fink: Theater auf dem Schloß. Zur Geschichte der Heidelberger Festspiele. Stadtarchiv Heidelberg. Brigitte Gruderjahn, Heidelberg 1997. ISBN 3-924973-54-7 (für die Spies 10 Originalkompositionen schrieb)
- Günter Hofmeyer (Hrsg.): Leo Spies. Vorläufiges Werkverzeichnis der Kompositionen, als Manuskript gedruckt von der Deutschen Akademie der Künste zu Berlin, 1966